# Overath Breitner da Silva Medina
Overath Breitner da Silva Medina, meglio noto come Breitner (Barcelona, 9 settembre 1989), è un ex calciatore venezuelano, di ruolo centrocampista.

## Carriera
Ha giocato nella massima serie dei campionati brasiliano, venezuelano e portoghese.

## Palmarès

### Club

#### Competizioni nazionali
- Coppa del Brasile: 1

Santos: 2010